# Джирард (Пенсільванія)
Джирард (англ. Girard) — місто (англ. borough) в США, в окрузі Ері штату Пенсільванія. Населення — 2993 особи (2020).

## Географія
Джирард розташований за координатами 42°0′15″ пн. ш. 80°19′9″ зх. д. / 42.00417° пн. ш. 80.31917° зх. д. (42.004116, -80.319209).  За даними Бюро перепису населення США в 2010 році місто мало площу 6,12 км², з яких 6,07 км² — суходіл та 0,05 км² — водойми.

## Демографія
Згідно з переписом 2010 року, у селищі мешкали 3104 особи в 1296 домогосподарствах у складі 871 родини. Густота населення становила 507 осіб/км².  Було 1373 помешкання (224/км²).
Расовий склад населення:
| - 97,2 % — білих - 0,7 % — чорних або афроамериканців - 0,6 % — азіатів - 0,3 % — корінних американців |

До двох чи більше рас належало 1,1 %. Частка іспаномовних становила 0,7 % від усіх жителів.
За віковим діапазоном населення розподілялося таким чином: 24,7 % — особи молодші 18 років, 58,6 % — особи у віці 18—64 років, 16,7 % — особи у віці 65 років та старші. Медіана віку мешканця становила 39,7 року. На 100 осіб жіночої статі у селищі припадало 90,9 чоловіків;  на 100 жінок у віці від 18 років та старших — 88,3 чоловіків також старших 18 років.
Середній дохід на одне домашнє господарство  становив 66 795 доларів США (медіана — 52 284), а середній дохід на одну сім'ю — 83 329 доларів (медіана — 71 588). Медіана доходів становила 47 037 доларів для чоловіків та 34 743 долари для жінок. За межею бідності перебувало 9,8 % осіб, у тому числі 15,7 % дітей у віці до 18 років та 3,0 % осіб у віці 65 років та старших.
Цивільне працевлаштоване населення становило 1434 особи. Основні галузі зайнятості: виробництво — 31,7 %, освіта, охорона здоров'я та соціальна допомога — 21,3 %, науковці, спеціалісти, менеджери — 10,5 %, роздрібна торгівля — 9,9 %.